# Bosque nacional de Wenatchee
El bosque nacional de Wenatchee (del inglés: Wenatchee National Forest) es un bosque nacional de los Estados Unidos situado en Washington con un área de 7037,71 km² que se extiende alrededor de 220 km a lo largo de la ladera oriental de la cordillera de las Cascadas desde el bosque nacional Okanogan hasta el bosque nacional de Gifford Pinchot.
El bosque se encuentra dividido entre los condados de Chelan, Kittitas y Yakima.

## Zonas vírgenes
Según el Sistema de Preservación de Áreas Salvajes Nacionales hay designadas seis zonas salvajes o vírgenes protegidas dentro del bosque nacional:
- área salvaje Lagos Alpinos  (parcialmente en el bosque nacional Snoqualmie)
- área salvaje Cima Glacial Virgen (parcialmente en el bosque nacional Mount Baker)
- área salvaje Goat Rocks (parcialmente en el bosque nacional Gifford Pinchot)
- área salvaje Henry M. Jackson (parcialmente en el bosque nacional Snoqualmie, 46,2% y en el bosque nacional Mount Baker, 27,2%)
- área salvaje Lago Chelan-Sawtooth (parcialmente en el bosque nacional Okanogan )
- área salvaje William O. Douglas (parcialmente en el bosque nacional Gifford Pinchot)

## Ecología
Un estudio realizado en 1993 por el Servicio Forestal de los Estados Unidos estimó que la extensión del bosque aumentó en 318.800 acres. Los incendios no son ninguna excepción. En septiembre de 2012, una tormenta eléctrica causó un centenar de incendios con la consecuente evacuación de los ciudadanos del suroeste de Wenatchee y el este de Blewett Pass.